# Kou (plant)
De kou (Cordia subcordata) is een plant uit de ruwbladigenfamilie (Boraginaceae). 
Het is een 8-10 m hoge, groenblijvende boom met een brede, dichte kroon en een tot 60 cm dikke stam. De bladeren zijn afwisselend geplaatst, eirond tot elliptisch met stompe uiteinden, lichtgroen en glanzend aan de bovenzijde en dof aan de onderzijde. De bladschijf is 8-20 × 5-16 cm groot.
De kou draagt het hele jaar door bloemen in kleine trossen aan de uiteinden van de takken en in de bladoksels. Ze bestaan uit een groene kelk en een lichtoranje bloemkroon. De bloemkroon is 2,5-4 cm breed en bestaat uit vijf tot zeven licht gekreukelde kroonslippen. 
De vruchten zijn bol- tot eivormig, 2-3 cm groot en bruin, hard en houtig als ze rijp zijn. Vaak groeien aan een boom tegelijkertijd rijpe en onrijpe vruchten. Elke vrucht bevat tot vier witte, smalle, 1-13 cm lange zaden met een eetbare kern. De vruchten blijven drijven, waardoor ze via de oceaan overal worden verspreid. De zaden ontkiemen zodra ze aan land spoelen.
De kou komt voor aan de tropische kusten en in het nabij liggende laagland langs de Grote Oceaan en de Indische Oceaan. Hij komt onder andere voor in Zuidoost-Azië, Melanesië, Micronesië en in Polynesië tot aan de Marquesaseilanden en noordwaarts tot in Hawaï. Hij komt ook voor op de eilanden in de Indische Oceaan en langs de oostkust van Afrika.
De kou wordt bedreigd door houtkap en door rupsen van de mot Ethmia nigroapicella. Op Hawaï wordt hij vaak vervangen door de sebestenboom (Cordia sebestena), die resistent is tegen de rupsen.

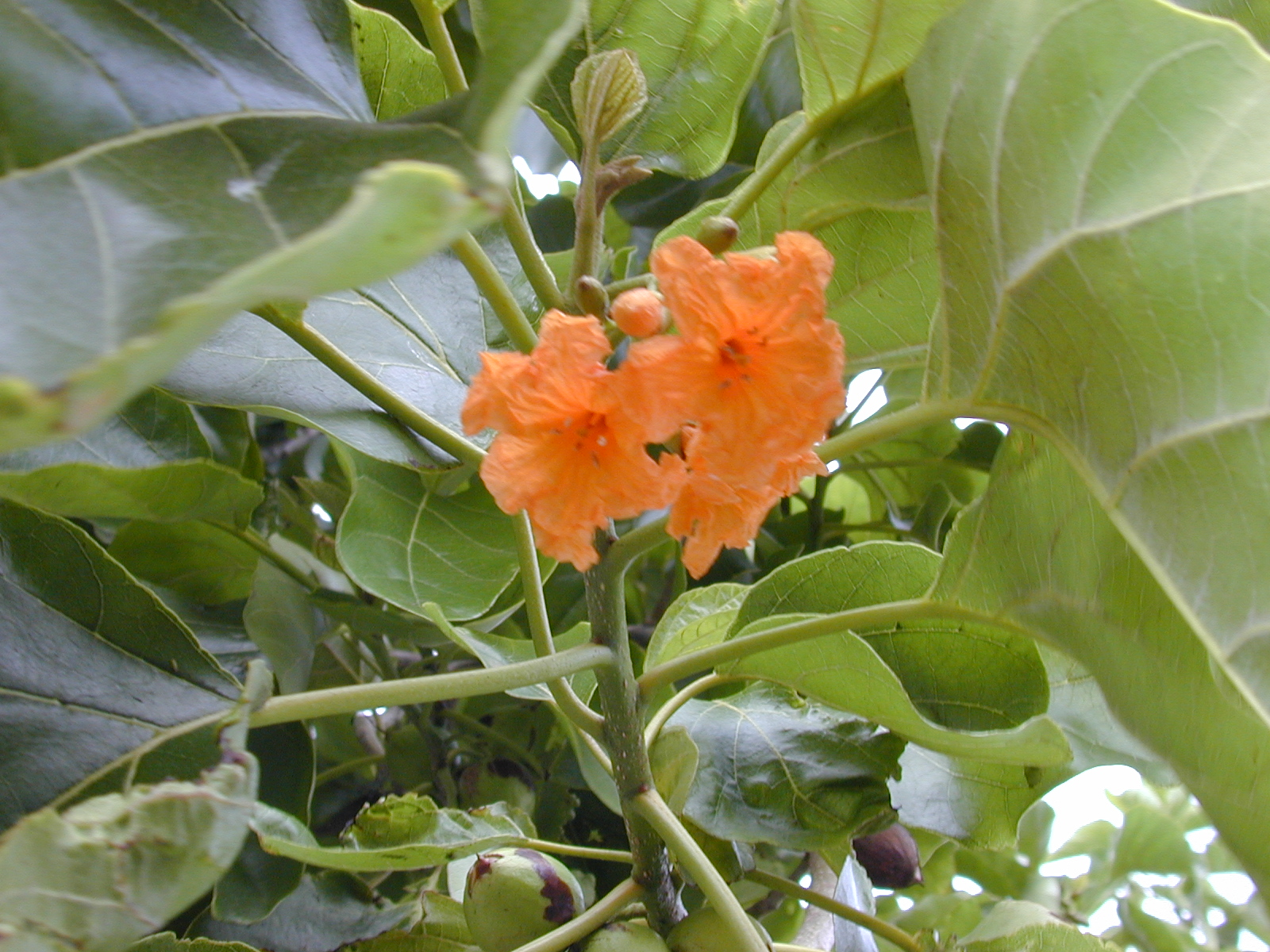
Bloemen
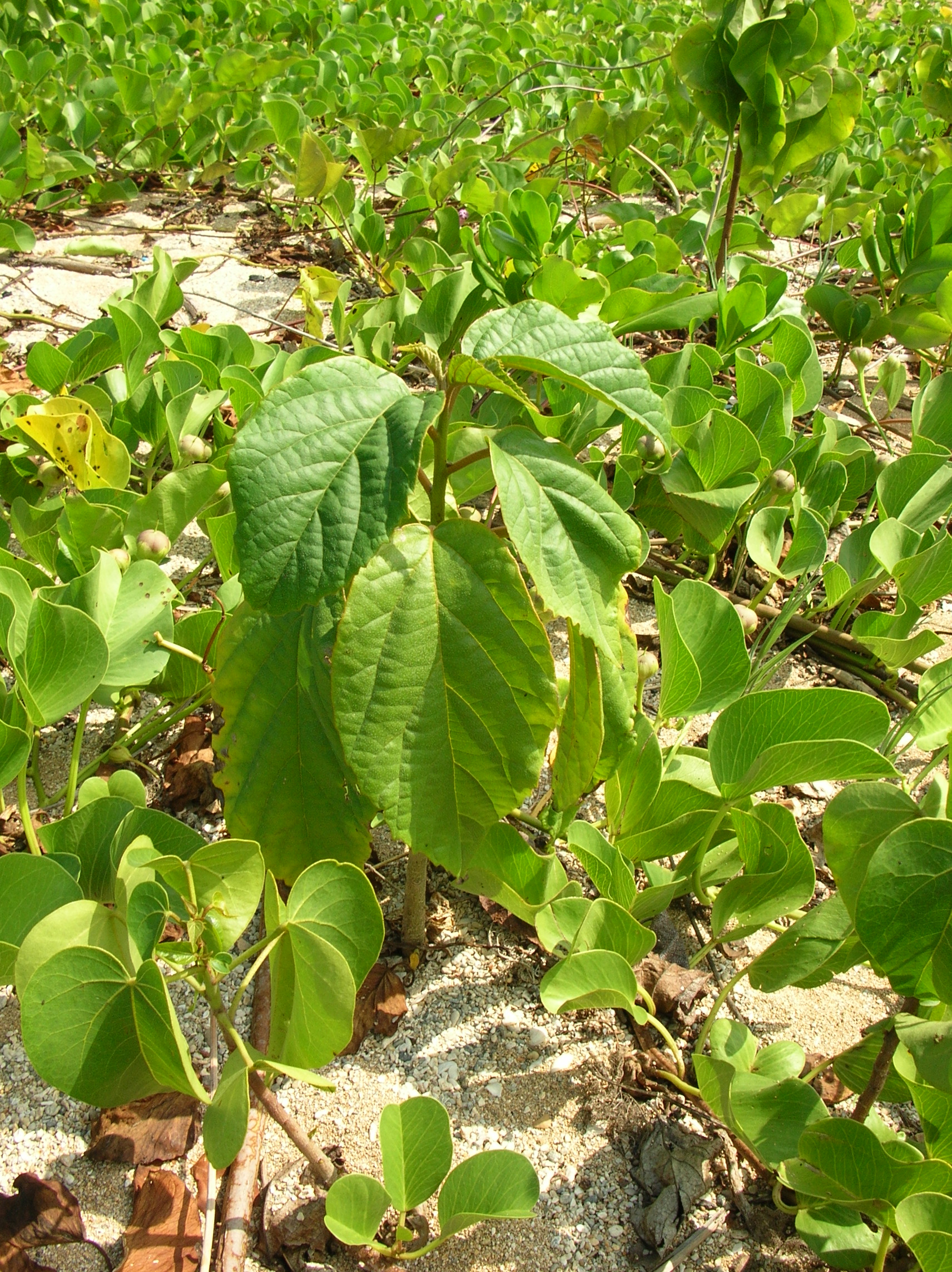
Jonge kou op het strand te midden van geitenhoefwinde

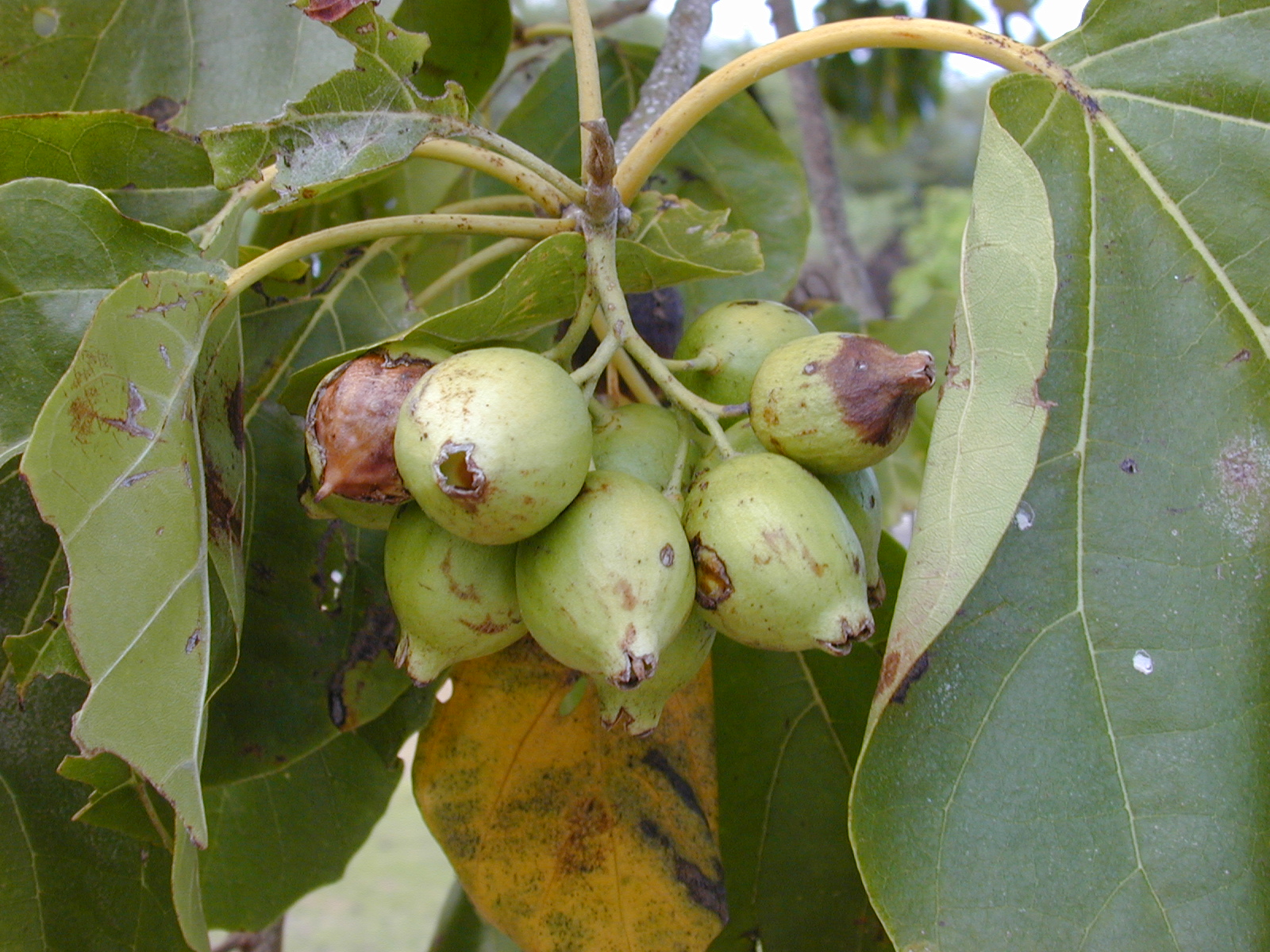
Onrijpe vruchten
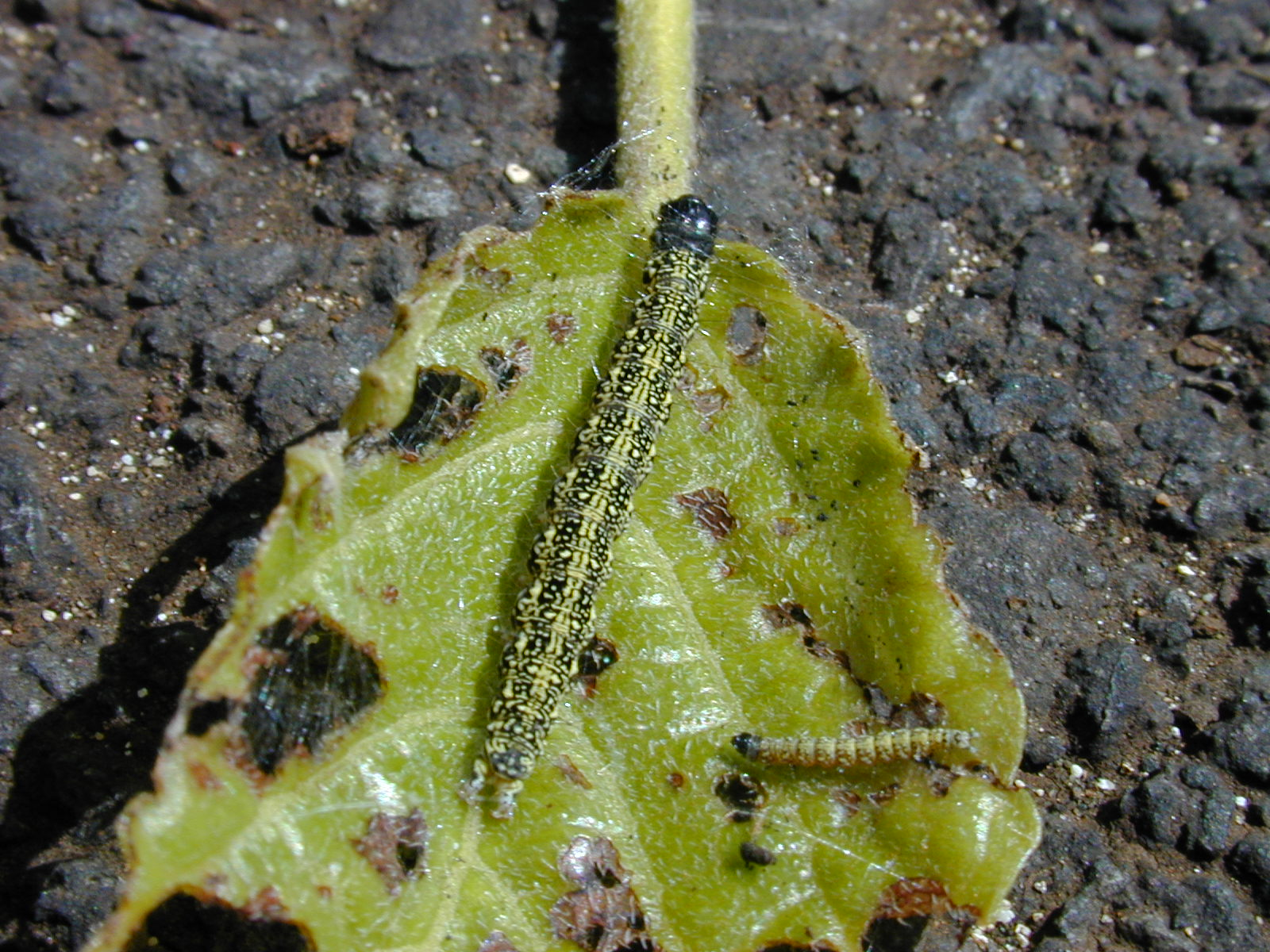
Ethmia nigroapicella op blad van kou